# Bobby Ryan
Bobby Ryan (Cherry Hill, 17 marzo 1987) è un hockeista su ghiaccio statunitense che gioca in National Hockey League, attualmente svincolato.

## Statistiche

### Giocatore

#### Club
Statistiche aggiornate ad aprile 2012.
| Stagione   | Squadra           | Stagione regolare | Stagione regolare | Stagione regolare | Stagione regolare | Stagione regolare | Stagione regolare | Playoff | Playoff | Playoff | Playoff | Playoff |
| Stagione   | Squadra           | Lega              | P                 | G                 | A                 | Pt                | PIM               | P       | G       | A       | Pt      | PIM     |
| ---------- | ----------------- | ----------------- | ----------------- | ----------------- | ----------------- | ----------------- | ----------------- | ------- | ------- | ------- | ------- | ------- |
| 2003–04    | Owen Sound Attack | OHL               | 65                | 22                | 17                | 39                | 52                | 7       | 1       | 2       | 3       | 2       |
| 2004–05    | Owen Sound Attack | OHL               | 62                | 37                | 52                | 89                | 51                | 8       | 2       | 7       | 9       | 8       |
| 2005–06    | Owen Sound Attack | OHL               | 59                | 31                | 64                | 95                | 44                | 11      | 5       | 7       | 12      | 14      |
| 2006–07    | Owen Sound Attack | OHL               | 63                | 43                | 59                | 102               | 66                | 4       | 1       | 1       | 2       | 2       |
| 2006–07    | Portland Pirates  | AHL               | 8                 | 3                 | 6                 | 9                 | 6                 | —       | —       | —       | —       | —       |
| 2007–08    | Anaheim Ducks     | NHL               | 23                | 5                 | 5                 | 10                | 6                 | 2       | 0       | 0       | 0       | 2       |
| 2007–08    | Portland Pirates  | AHL               | 48                | 21                | 28                | 49                | 38                | 16      | 8       | 12      | 20      | 18      |
| 2008–09    | Iowa Chops        | AHL               | 14                | 9                 | 10                | 19                | 19                | —       | —       | —       | —       | —       |
| 2008–09    | Anaheim Ducks     | NHL               | 64                | 31                | 26                | 57                | 33                | 13      | 5       | 2       | 7       | 0       |
| 2009–10    | Anaheim Ducks     | NHL               | 81                | 35                | 29                | 64                | 81                | —       | —       | —       | —       | —       |
| 2010–11    | Anaheim Ducks     | NHL               | 82                | 34                | 37                | 71                | 61                | 4       | 3       | 1       | 4       | 2       |
| 2011–12    | Anaheim Ducks     | NHL               | 81                | 29                | 26                | 55                | 53                | -       | -       | -       | -       | -       |
| Totale NHL | Totale NHL        | Totale NHL        | 331               | 134               | 123               | 257               | 234               | 19      | 8       | 3       | 11      | 4       |
| Totale OHL | Totale OHL        | Totale OHL        | 248               | 133               | 192               | 325               | 206               | 30      | 9       | 16      | 25      | 28      |

### Nazionale
Statistiche aggiornate ad agosto 2011.
| Stagione        | Livello              | Risultati       | Risultati | Risultati | Risultati | Risultati | Risultati |
| Stagione        | Livello              | Competizione    | P         | G         | A         | Pt        | PIM       |
| --------------- | -------------------- | --------------- | --------- | --------- | --------- | --------- | --------- |
| 2006            | Stati Uniti under 20 | U20 WJC         | 7         | 3         | 4         | 7         | 0         |
| 2010            | Stati Uniti          | Olimpiadi       | 6         | 1         | 1         | 2         | 2         |
| Totale carriera | Totale carriera      | Totale carriera | 6         | 1         | 1         | 2         | 2         |

## Palmarès

### Individuale
- OHL Primo All-Star Team: 1

2004-05
- AHL All-Star Game: 1

2007-08
- NHL Rookie All-Star Team: 1

2008-09

### Nazionale
- Olimpiadi:

Stati Uniti:  2010 (Roster)